# Anisonyx proletarius
Anisonyx proletarius är en skalbaggsart som beskrevs av Louis Albert Péringuey 1902. Anisonyx proletarius ingår i släktet Anisonyx och familjen Melolonthidae. Inga underarter finns listade i Catalogue of Life.